# لنگه، چکوال
لنگه (به انگلیسی: Langah) یک منطقهٔ مسکونی در پاکستان است که در پنجاب واقع شده‌است.